# Прешевская долина
Прешевская долина (серб. Прешевска долина, алб. Lugina e Preshevës) — термин, используемый преимущественно албанцами для описания сербских общин Буяновац и Прешево, в которых проживает преимущественно албанское население. Иногда в Прешевскую долину включают и общину Медведжа, хотя там сербы представляют большую часть населения. Сербской стороной эти регионы определяются как отдельные общины.

## География
Географически Прешевская долина располагается около бассейна реки Прешевска-Моравица (от истока близ Прешева до устья около Южной Моравы в Буяновац. Является частью дороги Морава-Вардар, проходящей через реки Великая и Южная Морава и соединяющей X Панъевропейский транспортный коридор с трассой E75. После Косовской войны и последовавших разрушений основной дороги через Приштину эта дорога приобрела стратегическое значение для Сербии.

## Название
Албанцы называют эту местность Прешевской долиной или просто Долиной, включая Медведжу довольно часто в её состав. Сербы предпочитают не использовать подобный термин, считая его политическим клише, и употребляют в официальных документах фразу «территория общин Прешево и Буяновац» (в некоторых случаях допускается упоминание Медведжи).

## Население
Население этой области складывается из населения общин Прешево и Буяновац. Этническое большинство там в целом составляют албанцы: в Прешеве — более 90 %, в Буяноваце — 55 %. В Медведже албанцы составляют этническое меньшинство (26 %).

## Конфликт
В конце 2000 года после завершения Косовской войны стали поступать сообщения о столкновении югославских военных с албанскими повстанцами, которые являлись членами Армии освобождения Косова. Албанцы стремились взять так называемую «долину» под контроль и удерживать там войска до тех пор, пока не удастся добиться вхождения Косова и Западной Македонии в состав Албании.
Для урегулирования конфликта были привлечены не только пограничники из Вооружённых сил Сербии, но и специальное подразделение «Красные береты». Помощь оказывали силы миротворцев KFOR и македонские военные (Республика Македония вмешалась в конфликт после того, как там начала совершать теракты албанская Армия национального освобождения). Зимой 2000—2001 годов албанцы совершили несколько крупных терактов, в числе которых были обстрелы автомобилей и захваты заложников. В марте 2001 года было заключено соглашение албанцев с НАТО о прекращении огня, но вместе с тем они начали устраивать взрывы и стрельбу в Македонии.
24 мая 2001 года югославы начали спецоперацию под кодовым названием «Браво», которая завершилась 1 июня. Югославам удалось занять демилитаризованную зону, а албанцы, которые добровольно сдались сербским властям, были амнистированы. Албанская армия освобождения Прешева, Медведжи и Буяноваца была распущена, но вместе с тем большая часть албанцев продолжила борьбу на юге страны.
В сентябре 2007 года президент Сербии Борис Тадич заявил, что албанские боевики, сбежавшие из косовских тюрем, планируют развязать ещё один вооружённый конфликт в Прешевской долине. По его словам, эти бандиты скрывались на севере Македонии. Однако в ходе операции «Горный шторм» македонские специальные подразделения уничтожили большую часть бандитов, ещё некоторая часть была арестована, и лишь немногие успели уйти.
В январе 2013 года сербские полицейские снесли в Прешеве монумент, установленный в честь прешевских сепаратистов, установленный за 2 месяца до этого.

## Политическая жизнь
Албанская диаспора этих трёх общин создала Албанскую Коалицию из Прешевской долины, которая принимала участие в Парламентских выборах в Сербии в 2007 году и выиграла один мандат в Скупщине. В начале августа 2009 года представители общин одобрили подачу прошения о создании автономного региона в Прешевской долине, однако председатель Комитета по вопросам Прешева, Буяноваца и Медведжи Милан Маркович заявил, что это не разрешит конфликт в регионе.